# Aschaffenburské knížectví
Aschaffenburské knížectví (německy Fürstentum Aschaffenburg) bylo knížectví Svaté říše římské a Rýnského spolku v letech 1803 - 1810.
Jeho hlavní město byl Aschaffenburk.
Se sekularizací arcibiskupství v Mohuči v roce 1803 byl Karl Theodor von Dalberg (mohučský arcibiskup) kompenzován obdržením Aschaffenburku, Řezna a hrabství Wetzlar. Spolu s městem Aschaffenburk se Aschaffenburské knížectví skládalo z měst Klingenberk, Lohr, Aufenau, Stadtprozelten, Orb, a Aura.
Knížectví se stalo součástí Rýnského spolku v roce 1806 po rozpadu Svaté říše římské. V roce 1810 po dobytí Napoleonem bylo Řezenské knížectví připojeno k Bavorskému království. Jako kompenzaci dostal von Dalberg Hanau a Fuldu, spojil své zbývající území Aschaffenburk, Frankfurt, Wetzlar, Hanau a Fulda do nového Frankfurtského velkovévodství. Z Aschaffenburského knížectví se stala část nového velkovévodství. Město Aschaffenburk zůstalo Dalbergovým sídlem, kraj byl ale připojen v roce 1814 v Bavorsku.